# Touillon-et-Loutelet
Touillon-et-Loutelet – miejscowość i gmina we Francji, w regionie Burgundia-Franche-Comté, w departamencie Doubs.
Według danych na rok 1990 gminę zamieszkiwało 101 osób, a gęstość zaludnienia wynosiła 21 osób/km² (wśród 1786 gmin Franche-Comté Touillon-et-Loutelet plasuje się na 642. miejscu pod względem liczby ludności, natomiast pod względem powierzchni na miejscu 819.).